# ریفامپین
ریفامپین (rifampin) یا ریفامپیسین (Rifampicin) یک آنتی‌بیوتیک با قدرت کشتن باکتری‌ها (باکتریوسیدال) از گروه ریفامایسین (Rifamycin) است. این دارو یک ترکیب نیمه‌صناعی است که از آمی‌کولاتوپسیس ریفامی‌سینیکا Amycolatopsis rifamycinica به‌دست می‌آید. در سال ۱۹۵۷ نمونه خاکی از جنگل‌های کاج واقع در استان‌های جنوبی فرانسه برای آنالیز به آزمایشگاهی در شهر میلان در ایتالیا فرستاده شد و در آنجا پژوهشگران موفق به یافتن یک نوع باکتری جدید در آن نمونه شدند. این باکتری قدرت تولید موادی با عملکرد آنتی‌بیوتیکی را دارا بود. به دلیل علاقهٔ گروه پژوهشگر به یک داستان جنایی فرانسوی به نام ریفیفی Rififi، نام این ترکیب ریفامایسین گذاشته شد. پس از دو سال تلاش برای تولید مولکول نیمه‌صناعی استوارتر، سرانجام در سال ۱۹۵۹ مولکولی با قدرت اثربخشی بالا به نام ریفامپیسین تولید گردید.

## موارد مصرف
در سال ۱۹۶۷ ریفامپیسین همراه با گروه دیگری از داروها (ایزونیازید، اتامبوتول و پیرازین آمید و استرپتومایسین) برای درمان سل توصیه شد. از آنجا که برای جلوگیری از ایجاد مقاومت در میکروب عامل سل، مصرف منظم ریفامپیسین به مدت چندین ماه به همراه سایر داروها ضروری است، گاه در رژیم‌های درمانی سل مصرف این دارو تحت نظارت مستقیم تیم بهداشتی صورت می‌گیرد.
- مایکوباکتریوم‌ها

این دارو را برای درمان عفونت‌هایی چون سل و جذام می‌توان به‌کار برد. برای جلوگیری از ایجاد مقاومت، در درمان جذام این دارو همواره به همراه داپسون (Dapsone) و کلوفازیمین (Clofazimine) استفاده می‌شود.
- سایر باکتری‌ها

ریفامپیسین در درمان پیشگیرانه (پروفیلاکتیک Prophylactic) در فردی که در معرض مننگوکوک قرار گرفته‌است به‌کار می‌رود.
- ویروس‌ها

این دارو تا حدودی بر روی ویروس واکسینیا اثر دارد.لی لی لی لی

## مکانیسم اثر
ریفامپیسین آران‌ای پلی‌مراز وابسته به دی‌ان‌ای و در نتیجه پروتئین‌سازی باکتری را مهار می‌کند. باکتری‌های مقاوم توان تولید آران‌ای پلی‌مرازهایی با تفاوت جزئی در زیرواحد بتا که توسط ریفامپیسین مهار نمی‌شوند را دارند. در واقع با تأثیر بر زیرواحد B از آران‌ای پلی‌مراز موجب مهار این آنزیم می‌شود.

## اثرات جانبی
آسیب کبدی (هپاتوتوکسیسیتی Hepatotoxicity) مهم‌ترین عارضهٔ این داروست و از این رو افرادی که این دارو را دریافت می‌کنند پیوسته باید تحت آزمایش‌های مربوط به کارکرد کبد (Liver function tests) قرار گیرند. ریفامپیسین همچنین عوارضی چون تب، بثورات پوستی و مشکلات دستگاه گوارشی ایجاد می‌کند. این دارو ترشحات بدن مانند ادرار و اشک را به رنگ نارنجی یا قرمز درمی‌آورد که گرچه خوش‌خیم است، ممکن است باعث ترس بیمار شود.

## مسمومیت با ریفامپین و درمان آن
مسمومیت دارویی با ریفامپین معمولاً در اثر مصرف مقدار زیاد این دارو یا اختلالات شدید کبدی ایجاد می‌شود. (این دارو عمدتاً از طریق کبد متابولیزه و دفع می‌شود و نارسایی‌های کبدی باعث افزایش سطح این دارو می‌شود) علائم مسمومیت دارویی با ریفامپین با علائمی مانند لتارژِی، تهوع و استفراغ، سمیت کبدی و هپاتومگالی، یرقان، افزایش سطح آزمایش‌های کبدی و بیلی‌روبین و کاهش هوشیاری همراه است.
برای درمان این مسمومیت معمولاً از شست‌وشوی معده و تجویز زغال فعال (دارو) استفاده می‌کنند. در صورتی که علائم مسمومیت تا ۴۸ ساعت برطرف نشود، اقدام به تخلیهٔ صفرا می‌کنند.